# Le Gâteau des rois
Pour les articles homonymes, voir Le Gâteau des rois (caricature).
Le Gâteau des rois est une peinture de genre de Jean-Baptiste Greuze réalisée en 1774, montrant la tarte française alors traditionnellement cuite pour l'Épiphanie afin de célébrer l'arrivée des trois rois. Depuis 1836, il se trouve au musée Fabre de Montpellier.